# 2603-as mellékút (Magyarország)
A 2603-as számú mellékút egy négy számjegyű mellékút Borsod-Abaúj-Zemplén vármegye északi részén, egyes szakaszain egészen a szlovák határ közelében. Az Aggteleki-karszt legfontosabb útvonala.

## Nyomvonala
A 26-os főútból ágazik ki, annak 26+450-es kilométerszelvénye közelében, Sajóivánka területén. Kevesebb, mint 100 méter előtt keresztezi a Miskolc–Bánréve–Ózd-vasútvonalat, Sajókaza megállóhelytől nyugatra; pár méterrel ezután eléri Sajókaza határát, egy ideig az út a két település határvonalát képezve halad, majd teljesen átlép Sajókaza területére. Egy kilométer után éri el a Sajót, majd nem sokkal ezután beér Sajókaza központjába. Eddig majdnem északi irányba haladt, itt egy iránytörése jön északnyugat felé és itt kiágazik belőle a 2604-es út, az 1+250-es kilométerszelvénye közelében. Itt Rákóczi Ferenc utca néven halad, továbbra is jobbára észak felé, majd a 6. kilométerének megtétele után átlép Felsőnyárád területére.
Nem sokkal 8. kilométerének elérése után érkezik meg Felsőnyárád központjába, ott (körülbelül a 8+150-es kilométerszelvényénél) keresztezi a 2605-ös utat; települési neve odáig Kossuth Lajos utca, onnantól Petőfi Sándor utca. A 10+750-es kilométerszelvényénél lép át Felsőkelecsény területére, e falu lakott területének csak a nyugati végét súrolja, Kossuth Lajos utca néven, ott ágazik ki, a 11+850-es kilométerszelvénye közelében 2608-as út. Külterületi szakasza a falu területének északi széléig Államigazdaság utca.
14,5 kilométere közelében halad át Zubogy település délnyugati részén, Petőfi Sándor utca, majd a falu közepét elhagyva Szabadság út néven; itt hosszabb szakaszon északnyugati irányba halad, majd Ragály községet éri el, ahol végig a Kossuth Lajos utca nevet viseli. A 19+650-es kilométerszelvényénél kiágazik belőle a 2607-es út, majd alig száz méterrel arrébb beletorkollik a 2601-es út, bő 18,5 kilométer megtétele után.
A 22+500-as kilométerszelvényénél van Trizs központja (települési neve itt Petőfi Sándor utca), majd 25,5 kilométer után átlép Aggtelek közigazgatási területére. A 28+500-as kilométerszelvénye térségében ágazik ki az országhatárig vezető 26 104-es út, a neve a település központjáig Kossuth Lajos utca, utána Jósvafői út. Itt már keletebbi irányt követ, 32,5 kilométer után lép át Jósvafő területére. A 34+200-as kilométerszelvénye közelében ágazik ki belőle a 26 108-as út, majd eléri Jósvafő központját, ahol Petőfi Sándor utca néven halad.
38. kilométere után lép át Szinpetri területére, ott ágazik ki belőle, a 40. kilométere után kicsivel, még a falu előtt nyugatra a Tornakápolnára vezető 26 113-as út; a faluban Dózsa György, majd Ady Endre utca nevet visel. Szin az utolsó, útjába eső település, ott Szabadság utca néven halad. A 27-es főútba torkollva ér véget, annak 39. kilométerénél; a becsatlakozás előtt alig 50 méterrel még kiágazik belőle észak felé a 26 115-ös út.
Teljes hossza az országos közutak térképes nyilvántartását szolgáló kira.gov.hu adatbázisa szerint 45,980 kilométer.

## Települések az út mentén
- Sajóivánka
- Sajókaza
- Felsőnyárád
- Felsőkelecsény
- Zubogy
- Ragály
- Trizs
- Aggtelek
- Jósvafő
- Szinpetri
- Szin